# Le Plessis-Belleville
Le Plessis-Belleville ist eine französische Gemeinde mit 3822 Einwohnern (Stand: 1. Januar 2022) im Département Oise in der Region Hauts-de-France; sie gehört zum Arrondissement Senlis und zum Kanton Nanteuil-le-Haudouin.

## Geographie
Die Gemeinde Le Plessis-Belleville liegt an der Grenze zum Département Seine-et-Marne, 19 Kilometer nordwestlich von Meaux. Umgeben wird Le Plessis-Belleville von den Nachbargemeinden Montagny-Sainte-Félicité im Norden, Silly-le-Long im Osten, Saint-Pathus im Südosten, Lagny-le-Sec im Süden, Ève im Südwesten und Westen sowie Ermenonville im Nordwesten. Durch die Gemeinde führt die autobahnartig ausgebaute Route nationale 2. Auf der Grenze zu Ermenonville liegt der Flugplatz Le Plessis-Belleville.

## Geschichte
Als Lehen gehört Le Plessis-Belleville zur Herrschaft von Ermenonville. Der Schatzkanzler Frankreichs, Claude Guénégaud, ließ 1663 ein Schloss errichten. Von diesem sind allerdings nur noch wenige Reste sichtbar.

### Bevölkerungsentwicklung
| Jahr                       | 1962 | 1968 | 1975 | 1982 | 1990 | 1999 | 2006 | 2014 | 2021 |
| -------------------------- | ---- | ---- | ---- | ---- | ---- | ---- | ---- | ---- | ---- |
| Einwohner                  | 1016 | 1177 | 1474 | 1816 | 2580 | 2806 | 3032 | 3230 | 3792 |
| Quellen: Cassini und INSEE |      |      |      |      |      |      |      |      |      |

## Sehenswürdigkeiten
- Teile des alten Schlosses aus der Renaissance mit Schlossgraben, heute Teil der Anlagen des Rathauses (Mairie)
- Rathaus
- Kirche Saint-Jean-Baptiste, erbaut 1865

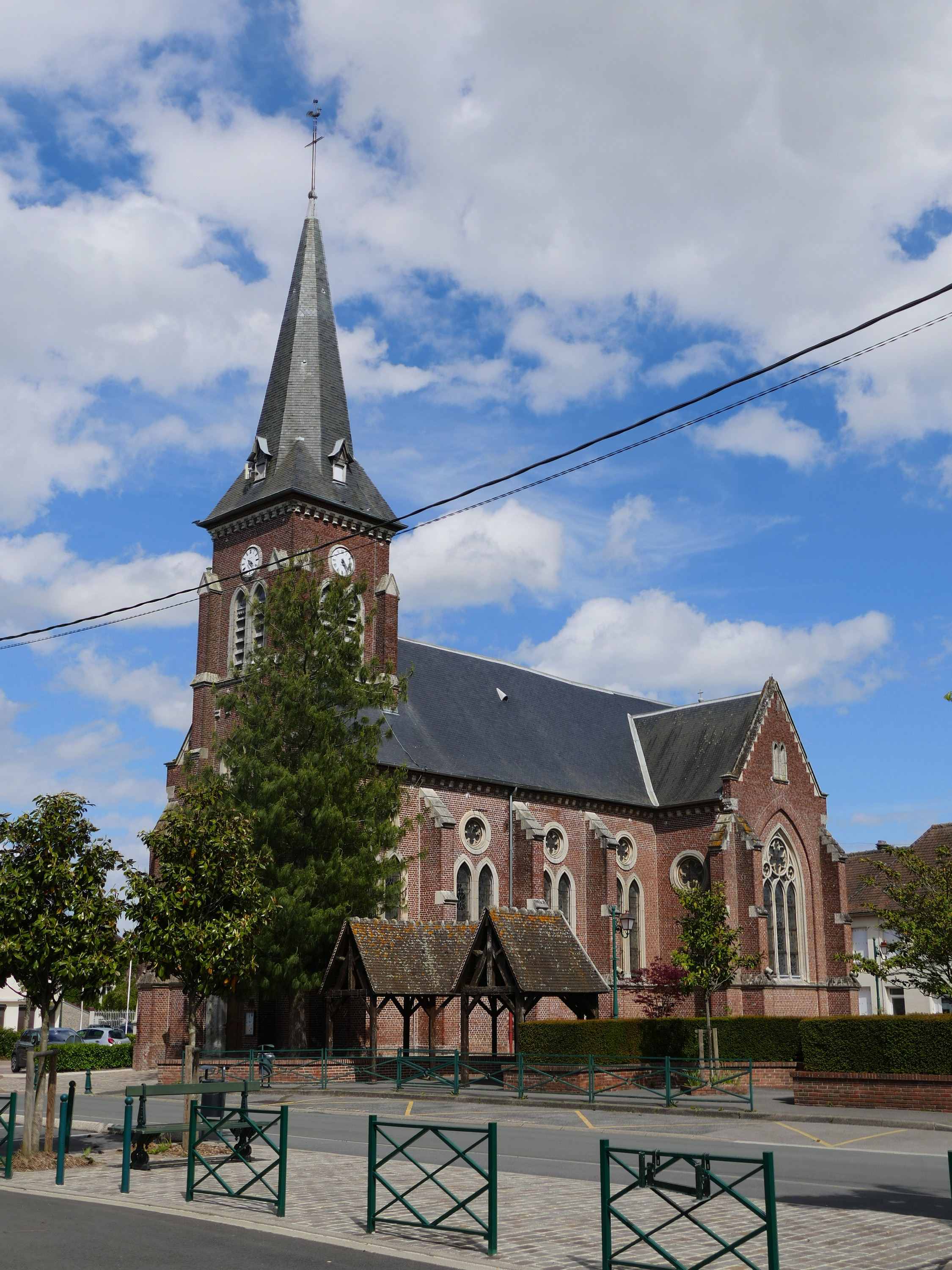
Kirche Saint-Jean-Baptiste
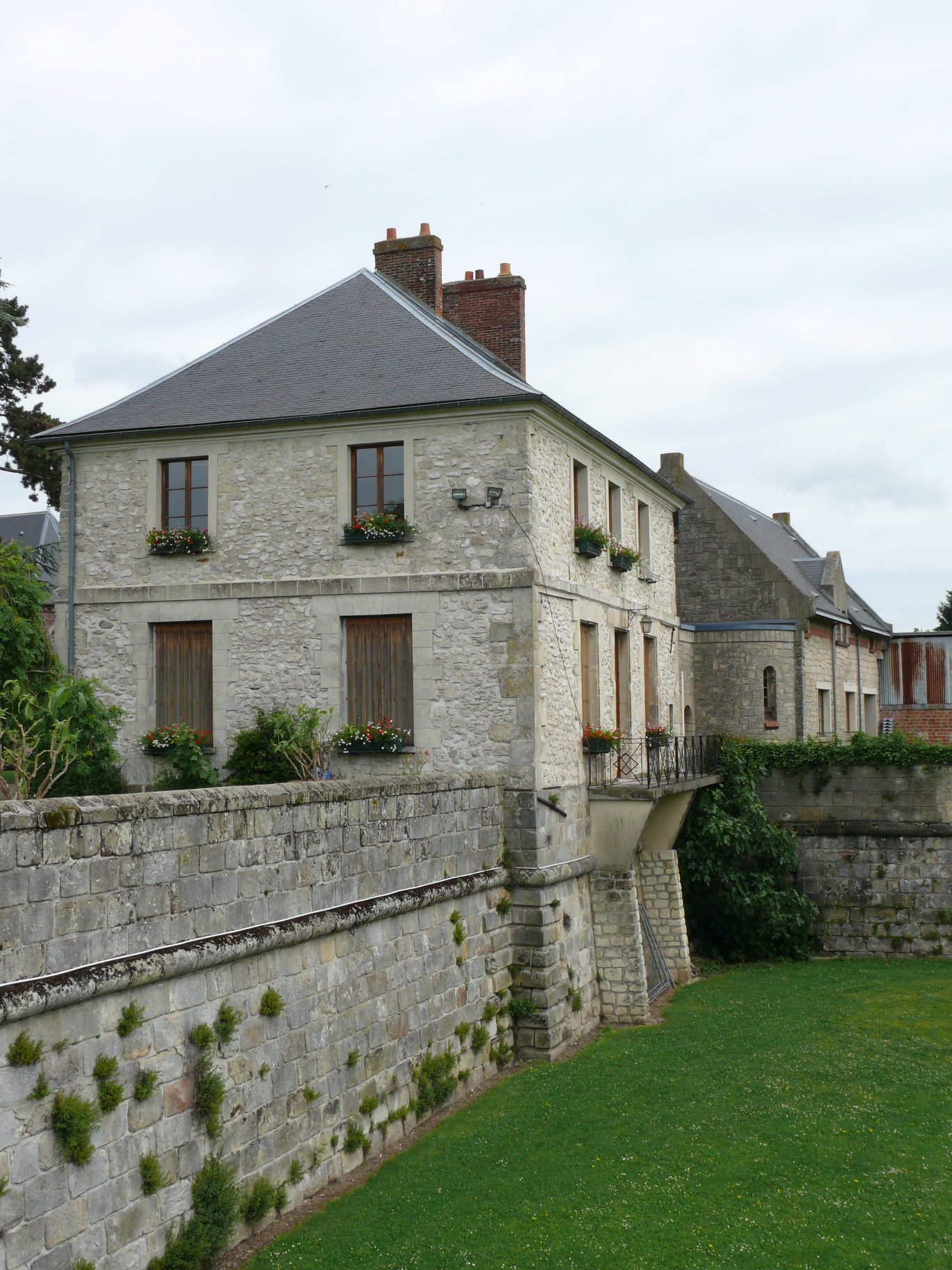
Reste der früheren Schlossanlagen beim Rathaus
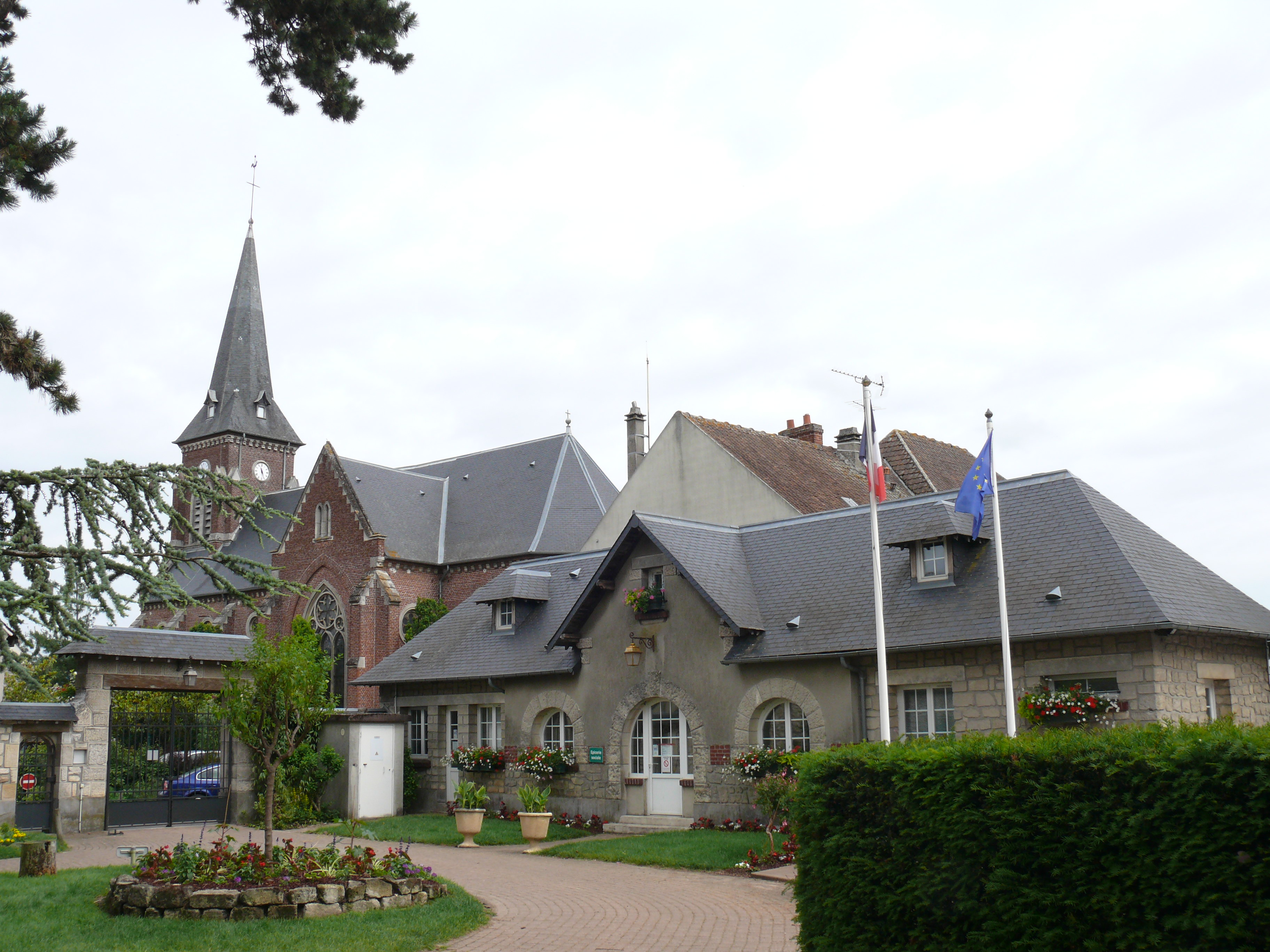
Rathaus (mairie)
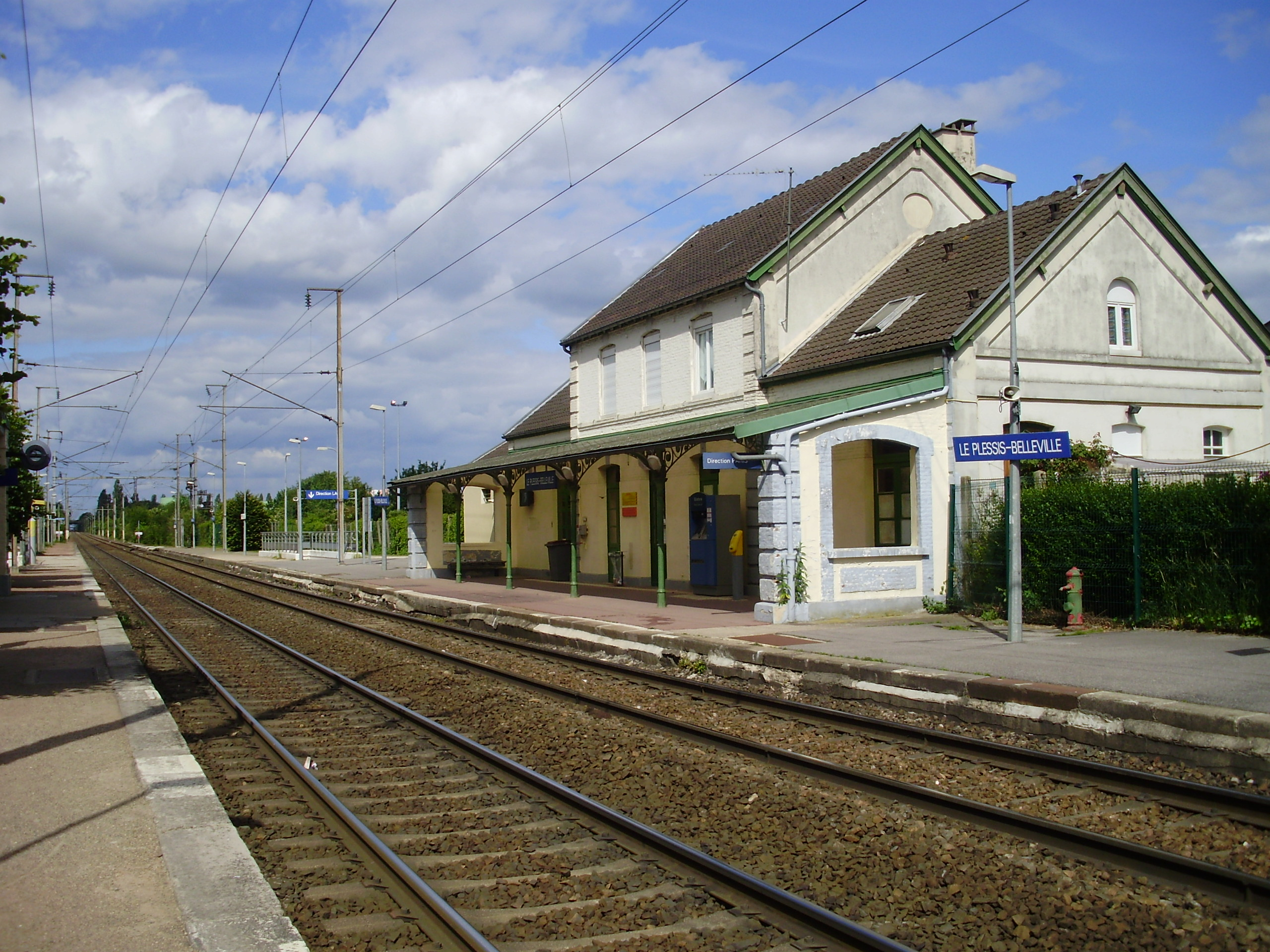
Bahnhof
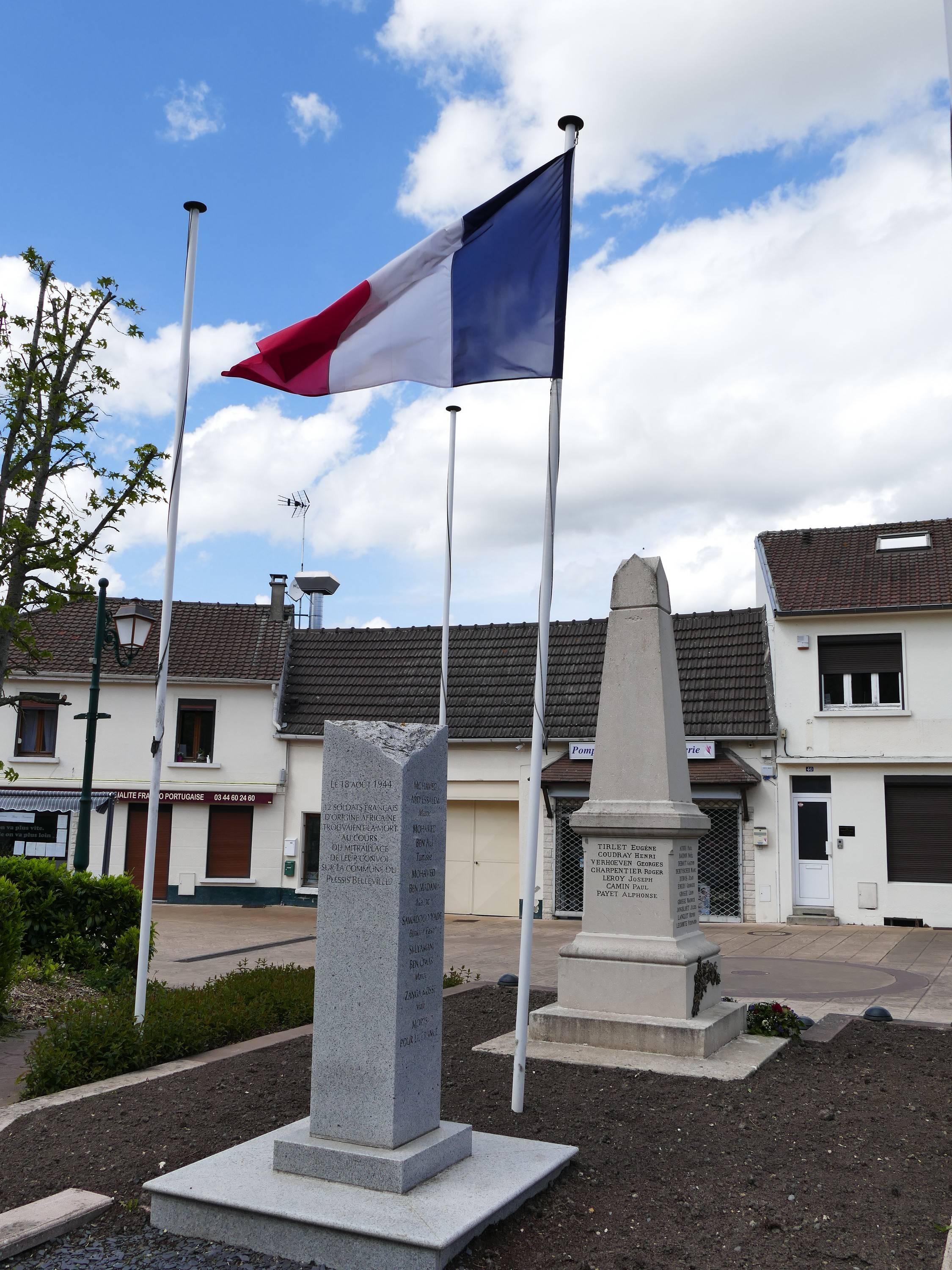
Gefallenendenkmal

## Persönlichkeiten
- Marie-Thérèse Levasseur (1721–1801), Frau Jean-Jacques Rousseaus, gestorben in Le Plessis-Belleville

## Wirtschaft
Hier wurde 1926 der Baumaschinenhersteller Poclain (heute: Case CE) von Georges Bataille gegründet.